# Toobeah
Toobeah är en ort i Australien. Den ligger i kommunen Goondiwindi och delstaten Queensland, omkring 330 kilometer väster om delstatshuvudstaden Brisbane. Antalet invånare är 121.
Trakten runt Toobeah är nära nog obefolkad, med mindre än två invånare per kvadratkilometer..
Omgivningarna runt Toobeah är i huvudsak ett öppet busklandskap.  Genomsnittlig årsnederbörd är 607 millimeter. Den regnigaste månaden är januari, med i genomsnitt 132 mm nederbörd, och den torraste är augusti, med 16 mm nederbörd.